# Anodopetalum biglandulosum
Anodopetalum biglandulosum es la única especie del género monotípico Anodopetalum, perteneciente a la familia Cunoniaceae. Es  nativa de Australia. Su nombre común: "horizontal". hace referencia a la forma de crecimiento de sus ramas.

## Distribución y hábitat
Es un árbol pequeño, endémico del oeste de Tasmania, Australia. Se encuentra en grandes altitudes en suelos pobres. 
Es una especie muy común de la selva tropical templada y puede ser la especie dominante en suelos pobres. A medida que crece, el tronco se inclina más por su propio peso y termina en paralelo con el suelo. Ramas verticales crecen de él y se doblan nuevamente, con lo que al cabo del tiempo el árbol se convierte en una maraña de ramas casi impenetrable.

## Descripción
Las hojas son opuestas, dentadas de 2–5 cm de largo. Las pequeñas flores crecen en las axilas de las hojas y tienen cuatro pétalos de color verde amarillento.

## Taxonomía
La especie Anodopetalum biglandulosum fue descrita por A.Cunn. ex Hook.f.  y publicado en Flora Tasmaniae 1: 148. 1856.
Sinonimia
- Anodopetalum glandulosum Baill.
- Weinmannia biglandulosa A.Cunn.